# Luc Thuillier
Luc Thuillier, né le 24 octobre 1964 à Villemomble, est un acteur français.

## Biographie
Jeune acteur remarqué dans les années 1980, il débute en même temps que Clovis Cornillac dans Hors-la-loi en 1985. Il apparait dans Rouge Baiser de Véra Belmont puis se fait connaitre du grand public grâce à son rôle dans Monsieur Hire de Patrice Leconte (film présenté à Cannes). Gérard Mordillat le fait rentrer dans son univers dès 1989. Luc Thuillier va tourner 8 fois sous la direction du cinéaste, dans Cher frangin, Toujours seuls, Les Vivants et les morts...En 1991, on le voit aux côtés de Jeanne Moreau dans La Vieille qui marchait dans la mer puis enchaîne les seconds rôles au cinéma et à la télévision dans les années 1990. En 2006, Richard Bohringer lui offre l'un des rôles principaux de son film C'est beau une ville la nuit. La même année, il décroche le rôle du Capitaine Louis Franchard dans la série de M6 Les Bleus, premiers pas dans la police. 4 saisons seront diffusées avec succès.
En janvier 2014, Luc Thuillier est victime d'un grave accident de moto.

## Filmographie

### Cinéma
- 1985 : Hors-la-loi de Robin Davis avec Clovis Cornillac
- 1985 : Rouge Baiser de Véra Belmont avec Lambert Wilson
- 1986 : Cours privé de Pierre Granier-Deferre avec Élizabeth Bourgine
- 1988 : Il y a maldonne de John Berry avec Clovis Cornillac et Myriam Boyer
- 1988 : Les Années sandwiches de Pierre Boutron avec Thomas Langmann
- 1988 : L'Autre Nuit de Jean-Pierre Limosin avec Julie Delpy
- 1989 : Cher frangin de Gérard Mordillat avec Julie Jézéquel
- 1989 : Monsieur Hire de Patrice Leconte avec Michel Blanc et Sandrine Bonnaire
- 1989 : Un père et passe de Sébastien Grall avec Eddy Mitchell
- 1989 : J'aurais jamais dû croiser son regard de Jean-Marc Longval avec Smaïn
- 1990 : Dédé de Jean-Louis Benoît avec Didier Bezace
- 1991 : Toujours seuls de Gérard Mordillat avec Annie Girardot
- 1991 : La Vieille qui marchait dans la mer de Laurent Heynemann avec Jeanne Moreau et Michel Serrault
- 1993 : En compagnie d'Antonin Artaud de Gérard Mordillat avec Sami Frey
- 1996 : Le Jaguar de Francis Veber avec Jean Reno et Patrick Bruel
- 1999 : Paddy de Gérard Mordillat avec Julie Gayet
- 2005 : La Trahison de Philippe Faucon avec Patrick Descamps
- 2006 : Le Passager de l'été de Florence Moncorgé-Gabin avec François Berléand et Catherine Frot
- 2006 : C'est beau une ville la nuit de Richard Bohringer avec Romane Bohringer et Richard Bohringer
- 2007 : Le Candidat de Niels Arestrup avec Yvan Attal
- 2008 : Les Liens du sang avec François Cluzet et Guillaume Canet
- 2008 : L'Ennemi public n°1 de Jean-François Richet avec Vincent Cassel

### Télévision
- 1989 : David Lansky, épisode Prise d'otages
- 1989 : Pause café, épisode L'argent de la drogue
- 1990 : V comme vengeance de Luc Béraud
- 1993 : Léïla née en France de Miguel Courtois
- 1993 : Chambre froide de Sylvain Madigan
- 1994 : L'instit, épisode Une seconde chance de Gérard Marx
- 1994 : La Guerre des privés (série, 3 épisodes)
- 1995 : Pour une vie ou deux de Marc Angelo
- 1996 : Maigret, épisode Maigret et le port des brumes
- 1996 : La Guerre des moutons de Rémy Burkel
- 1997 : Aventurier malgré lui de Marc Rivière
- 1998 : De gré ou de force de Fabrice Cazeneuve
- 1999 : Le Secret de Saint-Junien de Christiane Spiero
- 1999 : Justice (série)
- 1999 : La petite fille en costume marin de Marc Rivière
- 2000 : Marie-Tempête de Denis Malleval
- 2000 : Sandra et les siens, épisode Les Cathédrales du silence
- 2001 : L'Apprentissage de la ville de Gérard Mordillat
- 2002 : Le juge est une femme, épisodes Juge contre juge et Soumission
- 2003 : L'Île atlantique de Gérard Mordillat
- 2003 : Simon le juste de Gérard Mordillat
- 2003 : Central Nuit, épisode La loi des affranchis
- 2003 : Les Cordier, juge et flic, épisode Cours du soir
- 2005 : Le Tuteur, épisode Mariage blanc
- 2005 : Dolmen de Didier Albert
- 2006 : Julie Lescaut, épisode L'affaire du procureur
- 2006 - 2010 : Les Bleus, premiers pas dans la police (série, 22 épisodes)
- 2010 : Les Vivants et les morts de Gérard Mordillat
- 2011 : Profilage, épisode Ma vie sans toi